# 상하이 과기관 역
상하이 과기관 역(중국어: 上海科技馆站, 영어: Shanghai Science and Technology Museum Station)은 중화인민공화국 상하이 푸둥 신구 스지다다오 동쪽 끝에 있는 상하이 지하철 2호선 역이다. 역사는 지하 섬식 구조를 가지고 있다.

## 역사
- 1999년 9월 20일 역사 오픈

## 주변지역
- 상하이 과학 기술관
- 세기 공원
- 세기 대도
- 푸둥 신구 정부청사

## 대중교통환승
640, 794, 987, 수이다오4선(隧道四线), 隧道四线 구간, 둥주선(东周线), 양주선(杨祝线)

## 출구
모두 8개의 출구를 가지고 있다.
- 1번출구: 스지따다오 동북쪽, 딩향루 남쪽
- 2번출구: 스지따다오 동북쪽, 잉춘루 북쪽
- 3번출구: 스지따다오 동북쪽, 잉춘루 남쪽
- 4번출구: 스지따다오 동북쪽, 진슈루(锦绣路) 남쪽
- 5번출구: 스지따다오 서남쪽, 진슈루 남쪽
- 6번출구: 스지따다오 서남쪽, 진슈루 북쪽
- 7번출구: 스지따다오 서남쪽, 잉춘루(迎春路) 북쪽
- 8번출구: 스지따다오 서남쪽, 딩향루(丁香路) 남쪽

## 같이 보기
- 상하이 지하철